# غاري بويس
غاري بويس (بالإنجليزية: Gary Bowes)‏ هو لاعب كرة قدم بريطاني، ولد في 18 أكتوبر 1989 في إيلفورد ‏ في المملكة المتحدة. شارك مع منتخب إنجلترا تحت 16 سنة لكرة القدم. أما مع النوادي، فقد لعب مع إبسفليت يونايتد ولوليتيانو ونادي ميلوول ووست هام يونايتد.

## وصلات خارجية
- غاري بويس على موقع قاعدة بيانات كرة القدم.إي يو (الإنجليزية)
- غاري بويس على موقع Soccerbase.com (لاعب) (الإنجليزية)